# Alophosia azorica
Alophosia azorica là một loài Rêu trong họ Polytrichaceae. Loài này được (Renauld & Cardot) Cardot mô tả khoa học đầu tiên năm 1905.